# Ouaqui
La rivière Ouaqui ou Waki est un cours d'eau qui coule au sud-ouest de la Guyane française, et un affluent droit de la rivière Tampok, donc un sous-affluent du Fleuve Maroni.

## Géographie

La commune de Maripasoula contient entièrement le bassin de la Tampok.

De 146,5 km de longueur, la rivière Ouaqui prend sa source dans les montagnes Inini-Camopi situées dans le Massif central guyanais. Elle reçoit les eaux de la réunion de la rivière Grande Ouaqui méridionale qui vient des monts d'Arawa, et de la rivière Petite Ouaqui plus septentrionale qui descend du sommet Tabulaire.
La rivière Ouaqui, poursuit son cours sinueux avant d'aller se jeter dans la rivière Tampok dont elle est un des principaux affluents. Elle alimente le bassin fluvial de la rivière Lawa qui devient, en aval, le fleuve Maroni avant de se jeter dans l'océan Atlantique.

## Affluents
- Crique Petite Waki (rd[note 1]),
- Crique Martinet (rg),
- Crique Kauwet (rd),
- Crique Aïmara (rd),